# روبرتو دل‌آکوا
روبرتو دل‌آکوا (ایتالیایی: Roberto Dell'Acqua؛ ‏ ۱۶ آوریل ۱۹۴۶ – ۱۶ سپتامبر ۲۰۱۹) بازیگر اهل ایتالیا بود.

## گزیدهٔ نقش‌آفرینی‌ها
- اسم من توماسه (۲۰۱۸)
- ماوراء (۱۹۸۱)
- بادی به غرب می‌رود (۱۹۸۱)
- کلانتر و گمشده فضایی (۱۹۷۹)
- زامبی ۲ (۱۹۷۹)
- به من میگن بولدوزر (۱۹۷۸)
- دو پلیس زبل (۱۹۷۷)
- کئوما (۱۹۷۶)
- مردان مزدور (۱۹۷۶)
- تپانچه‌های پر (۱۹۷۵)
- پاگنده به هنگ کنگ می‌رود (۱۹۷۵)
- حکایت‌های ویتربری – شادترین داستان‌های سده چهاردهم (۱۹۷۳)
- به من میگن پاگنده (۱۹۷۳)
- مشت، دزدان دریایی و کاراته (۱۹۷۳)
- هنوز ترینیتی هستم (۱۹۷۱)
- آن روز نفرین‌شدهٔ تسویه‌حساب (۱۹۷۱)
- به من میگن ترینیتی (۱۹۷۰)
- این گروه مرگبار (۱۹۶۹)